# Фазанні
Фазанні (Phasianinae) — підродина куроподібних птахів родини фазанових (Phasianidae), яка об'єднує птахів невеликого та середнього розміру. Найбільша підродина з піряду куроподібних. Включає 55 видів та 16 родів.

## Опис
Нагадують курей. Ноги, особливо цівка, довгі, тіло піднято над землею, що дозволяє птахам швидко бігти. Вага досягає до 2–2,5 кг. Плесна, ніздрі не мають пір'я, на краях пальців бахрома відсутня. Ніздрі зверху покрити шкірою. Линяння відбувається 1 раз на рік, кігті не линяють, а поступово стираються та поступово виростають.
Найхарактерніші риси:
- статевий диморфізм — самці більші за розміром та більш яскраво забарвлені за самок;
- наявність хвоста з 12—18 пір'їв;
- наявність шпор.

## Проживання та харчування
Фазанні розповсюджені скрізь, крім півночі та півдня обох півкуль. Живуть у лісах, окрім тайги, степах, пустелях, горах, культурних ландшафтах, тяжіють до чагарникових заростях. Фазанні формувалися в умовах тропіків та субтропіків, тому до північних умов вони не пристосовані — у випадку суворих зим або глибоких снігів вони у масі гинуть.
Харчуються фазанові переважно рослинними кормами, а також дрібними комахами (іноді й молодими гризунами). З цього боку вони мають велику користь для господарств. Фазанні збирають корм виклично з землі, розкопуючи при цьому ґрунт (окрім фазана звичайного), також можуть клювати їжу з кущів.
Багато з видів фазанних моногамні. При цьому у виводі та вихованні пташенят самці участі не беруть. Більшість видів живе осіло, а деякі кочують або навіть відлітають на зиму.

## Значення
Представники підродини фазанних вміло борються із шкідниками на полях сільськогосподарських культур. Окрім того, фазанні мають важливе значення у птахівництві та мисливсько-промислове значення.

## Представники підродини
- Підродина Phasianinae
  - Phasianinae «Erectile clade»
    - Lerwa Hodgson, 1837 (сніжна куріпка)
    - Ithaginis Wagler, 1832 (ітагін)
    - Триба Lophophorini
      - Tragopan Cuvier, 1829 non Gray 1841 (трагопан)
      - Tetraophasis Elliot, 1871 (кундик)
      - Lophophorus Temminck, 1813 non Agassiz 1846 (монал)

    - Pucrasia Gray, 1841 (коклас)
    - Триба Tetraonini
      - Meleagris Linnaeus, 1758 (індик)
      - Bonasa Stephens, 1819 (боназа)
      - Tetrastes Keyserling & Blasius, 1840 (орябок)
      - Centrocercus Swainson, 1832 (гострохвостий тетерук)
      - Dendragapus Elliot, 1864 (жовтобровий тетерук)
      - Tympanuchus Gloger, 1841 (лучний тетерук)
      - Lagopus Brisson, 1760 (біла куріпка)
      - Falcipennis Elliot, 1864 (дикуша)
      - Canachites Stejneger, 1885 (канадська дикуша)
      - Tetrao Linnaeus, 1758 (тетерук)
      - Lyrurus Swainson, 1832

    - Rhizothera Gray, 1841 (довгохвоста куріпка)
    - Perdix Brisson, 1760 (куріпка)
    - Триба Phasianini
      - Syrmaticus Wagler, 1832 (мікадо)
      - Chrysolophus Gray, 1834 (золотий фазан)
      - Phasianus Linnaeus, 1758 (фазан)
      - Catreus Cabanis, 1851 (гімалайський фазан)
      - Crossoptilon Hodgson, 1838 (фазан-вухань)
      - Lophura Fleming, 1822 non Gray, 1827 non Walker, 1856 (лофур)

  - Phasianinae «Nonerectile clade»
    - Триба Pavonini
      - Rheinardia Maingonnat, 1882 (чубатий аргус)
      - Argusianus Rafinesque, 1815 (аргус)
      - Afropavo Chapin, 1936 (африканський павич)
      - Pavo Linnaeus, 1758 (павич)

    - Polyplectron Temminck, 1807 (віялохвіст)
    - Galloperdix Blyth, 1845 (куріпка-шпороніг)
    - Tropicoperdix Blyth, 1859
    - Haematortyx Sharpe, 1879 (червоноголова куріпка)
    - Триба Gallini
      - Bambusicola Gould, 1863 (бамбукова куріпка)
      - Gallus Brisson, 1760 (курка)
      - Peliperdix Bonaparte, 1856 (лісовий турач)
      - Ortygornis Reichenbach, 1852
      - Francolinus Stephens, 1819 (турач)
      - Campocolinus Crowe et al., 2020
      - Scleroptila Blyth, 1852

    - Триба Coturnicini
      - Tetraogallus Gray, 1832 (улар)
      - Ammoperdix Gould, 1851 (пустельна куріпка)
      - Synoicus Bosc, 1792
      - Margaroperdix Reichenbach, 1853 (мадагаскарська куріпка)
      - Coturnix Garsault, 1764 (перепілка)
      - Alectoris Kaup, 1829 (кеклик)
      - Perdicula Hodgson, 1837 (чагарникова перепілка)
      - Ophrysia Bonaparte, 1856 (Гімалайська перепілка)
      - Pternistis Wagler, 1832